# 彼德拉拉韦斯
彼德拉拉韦斯，是西班牙卡斯蒂利亚-莱昂阿维拉省的一个市镇。 总面积55km2, 总人口2094人（2001年），人口密度38人/km2。